# Centurias Negras

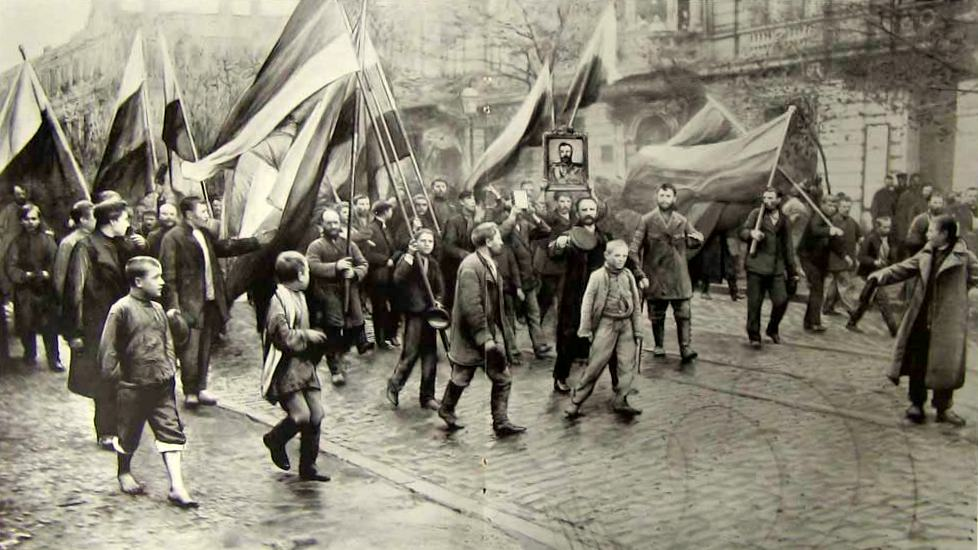
Centenanegristas manifestándose en Odesa tras la publicación del Manifiesto de Octubre.

Las Centurias Negras, Centenas Negras o centenanegristas (Чёрные сотни, черносотенцы en idioma ruso, transcrito en caracteres latinos: Chiórnye sotni, chernosótentsy) fueron la primera organización fascista de Europa y de hecho inauguraron el nacionalsocialismo en Rusia.
Un siglo después de su desaparición, siguen siendo objeto de intenso estudio: solamente en los cinco lustros previos a 2021, se publicaron unas 20 monografías sobre las Centurias Negras y grupos afines, y quizá unos 200 artículos académicos.
En 1992 las Centurias fueron refundadas para actuar de brazo armado de la Sociedad Pámiat hasta la desintegración de la misma, quedando esta organización huérfana y disolviéndose al poco tiempo.

## Formación
"Svyaschénnaya druzhina" (Священнaя дружинa, o Sacra Brigada) y "Rússkoye sobrániye" (Русское собрание, o Asamblea Rusa) de San Petersburgo son consideradas predecesoras de las Centurias Negras. Fundadas en 1900, las dos organizaciones unían representantes de los intelectuales conservadores, funcionarios del gobierno, clero y terratenientes. Un número de organizaciones centenegristas se formaron durante y después de la revolución de 1905, tales como "Soyuz rússkogo naroda" (Союз русского народа, o Unión del Pueblo Ruso) en San Petersburgo, considerada, al menos en parte, la "precursora del fascismo de hoy en día."
Otras organizaciones son la "Soyuz rússkij lyudéy" (Союз русских людей, o Unión de los Rusos), "Rússkaya monarjícheskaya pártiya" (Русская монархическая партия, o Partido Monárquico Ruso) y "Óbschestvo aktivnoy borbý s revolyútsiey" (Общество активной борьбы с революцией, o Sociedad de Lucha Activa Contra la Revolución) en Moscú, "Bely dvuglavy oryol" (Белый двуглавый орёл, o Águila blanca bicéfala) en Odesa, y otras.
Miembros de estas organizaciones venían de diferentes estratos sociales (terratenientes, clero, alta y baja burguesía, comerciantes, artesanos, trabajadores y los llamados elementos desclasados). "Sovet obyedinyónnogo dvoryanstva" (Consejo Unido de la Nobleza) guiaba las actividades de los centurionegristas. El régimen zarista proporcionó apoyo financiero y moral al movimiento. Las Centurias Negras se fundaron sobre la devoción a la iglesia, el zar y la madre patria, expresada por el lema proclamado por el conde Serguéi Uvárov: Ortodoxia, Autocracia y Nacionalismo (Pravoslavie, Samoderzhavie i Naródnost). A pesar de ciertas diferencias programáticas, todos los centurionegristas tuvieron una meta común.

## Actividades
Las actividades más destacadas de este grupo tienen que ver tanto con su violenta adhesión al Zar como con su antisemitismo. 
Al estallar la Revolución de Febrero de 1917, esta organización se puso claramente en el bando zarista. Sus dirigentes acabaron siendo apresados durante la Revolución, aunque durante el gobierno provisional de Kerensky fueron excarcelados.
Las actividades antisemitas de este grupo fueron numerosas. Participaron activamente en los numerosos pogromos que asolaban el país en esa época. Incluso, en 1911 trataron de difundir un libelo de sangre contra los judíos acusándolos de realizar crímenes rituales en el curso de su práctica religiosa, relacionándolos también con los comunistas, ambos grupos señalados como enemigos de la iglesia ortodoxa.

## Ideología
Robert Soucy enumera así las ideas de las Centurias Negras: "sumamente nacionalistas, anticosmopolitanas, antisemitas, antimasónicas, antioccidentales, antidemocráticas, antiigualitarismo, antiliberales, y antidecadencia".  Más allá, Soucy explica que las Centurias eran baluarte de la iglesia ortodoxa rusa", el ejército, un fuerte gobierno central (ya fuese monárquico o militar) y que se deleitaban en teorías conspirativas que en las que se acusaba a los judíos y a los francmasones de ser los responsables de la mayoría de problemas de Rusia.
Por otra parte, se les ha llamado un movimiento antisemita conservador en la Rusia de comienzos del siglo XX, que apoyaba el carácter autocrático del régimen zarista en oposición a los movimientos revolucionarios (revolución de 1905 y revolución de 1917).[cita requerida]

## Legado
Grupos fascistas en la Rusia de fines del s. xx promovieron nuevamente la ideología de las Centurias Negras, no sin algún éxito, ya que sus adeptos llegaron a ganar el 23% del voto parlamentario en las elecciones de 1993.